# Аппенгайм
Аппенгайм (нім. Appenheim) — громада в Німеччині, розташована в землі Рейнланд-Пфальц. Входить до складу району Майнц-Бінген. Складова частина об'єднання громад Гау-Альгесгайм.
Площа — 6,98 км2. Населення становить 1386 ос. (станом на 31 грудня 2020).

## Галерея

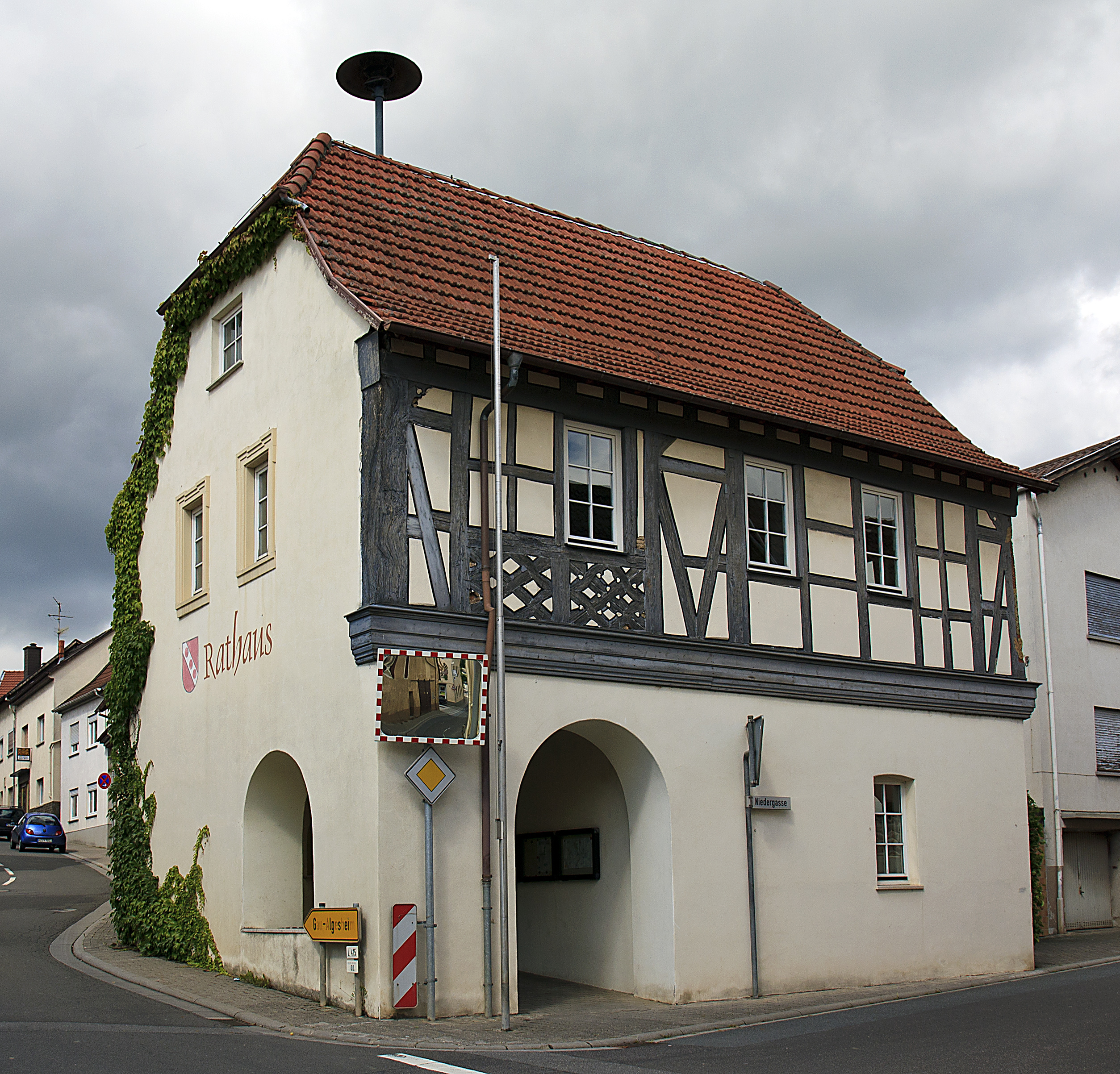
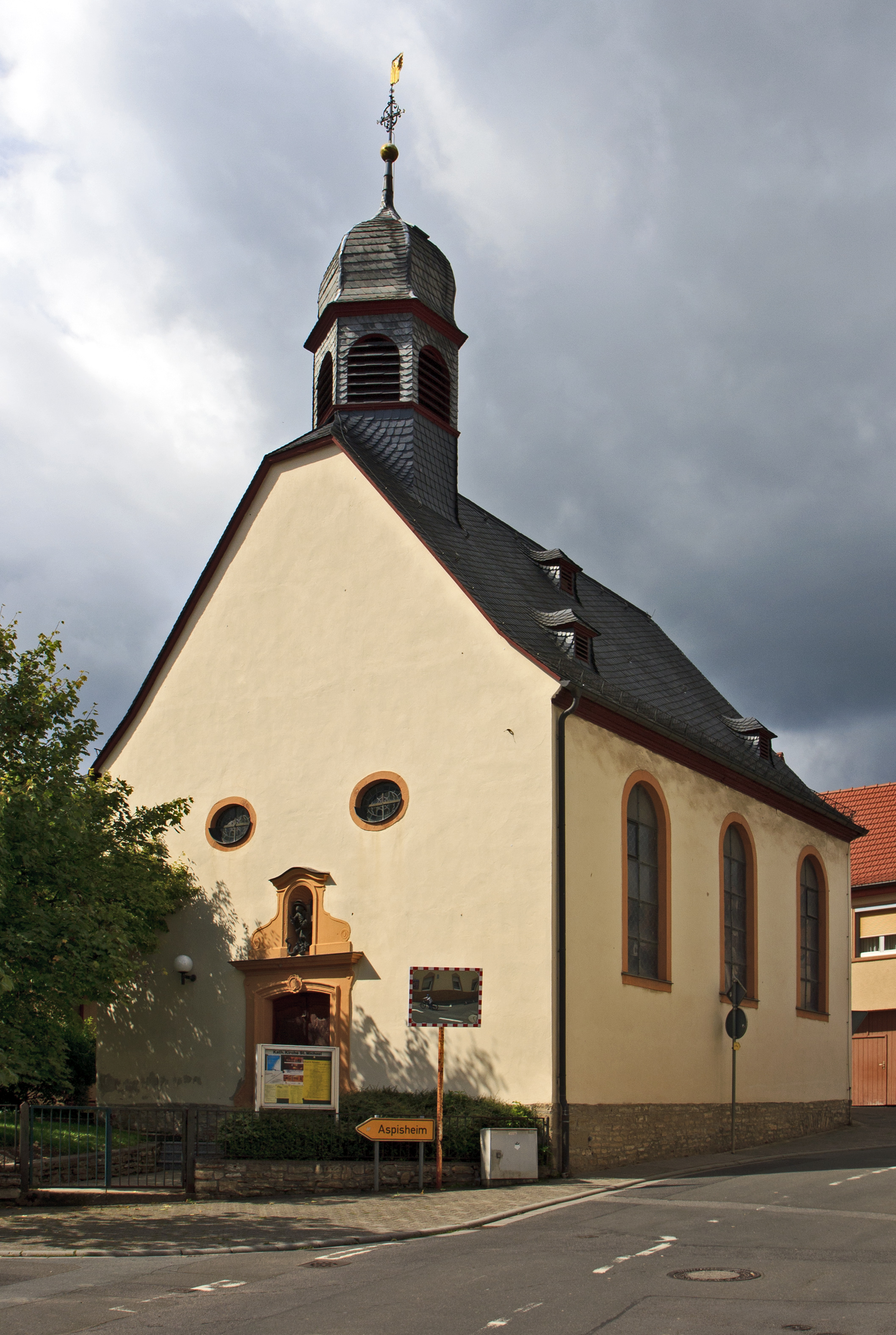
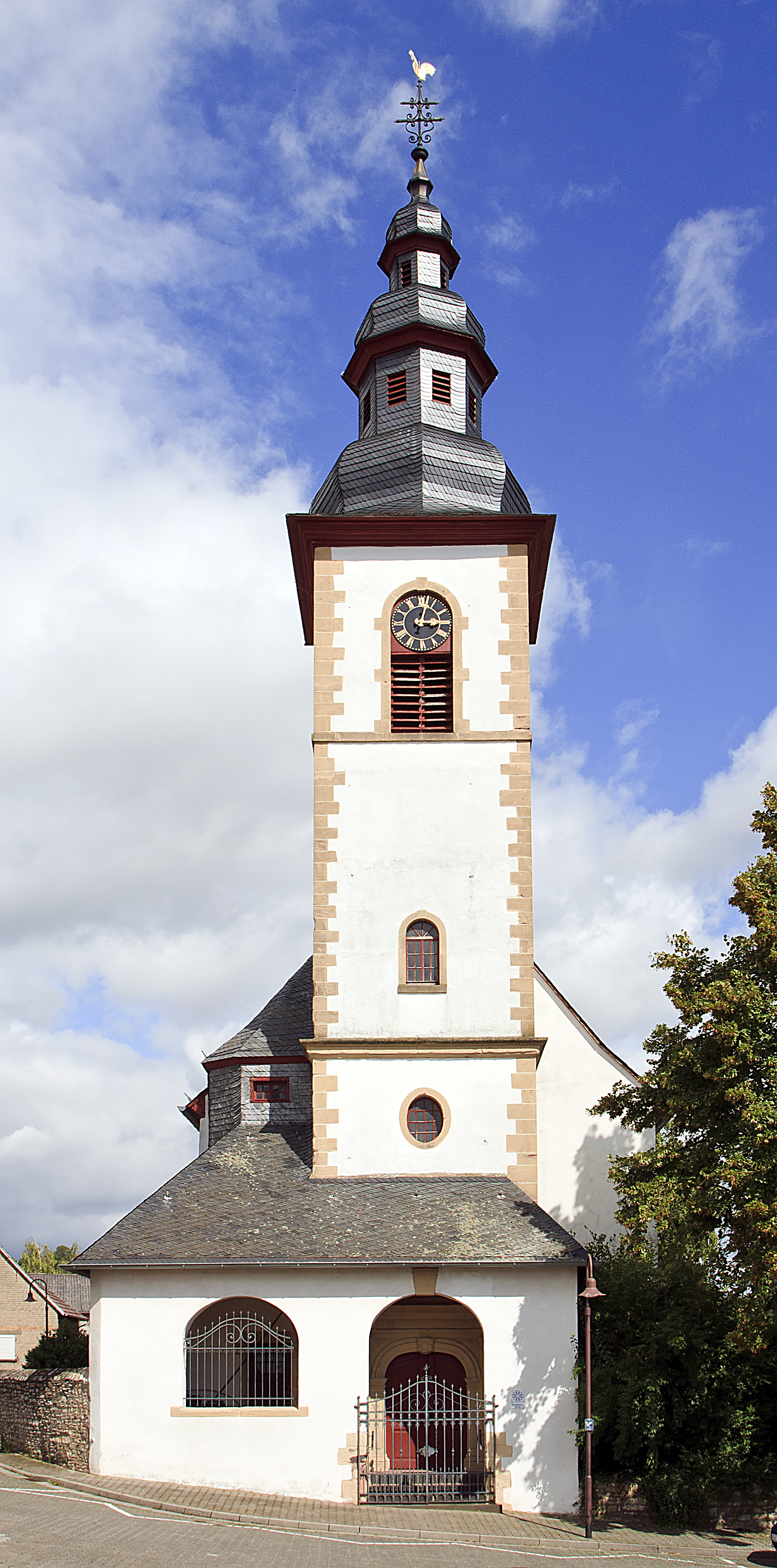